# Lípa v Ondřejově
Lípa v Ondřejově je památný strom lípa velkolistá (Tilia platyphyllos) v Ondřejově, místní části obce Perštejn v okrese Chomutov v Ústeckém kraji. Solitérní strom roste ve svahu při západním okraji vesnice u domu ev. č. 13.
Košatá, nízko zavětvená Koruna stromu sahá do výšky 24 m, obvod kmene měří 447 cm (měření 2009). V roce 2009 bylo odhadováno stáří stromu na 300 let. Strom je chráněn od roku 1986 jako ochrana geofondu, krajinná dominanta a strom s výrazným vzrůstem.

## Stromy v okolí
- Lípy u kapličky v Ondřejově
- Hrzínská lípa
- Lípa u Lužného